# Drosera affinis
Drosera affinis. este o specie de plante carnivore din genul Drosera, familia Droseraceae, ordinul Caryophyllales, descrisă de Friedrich Welwitsch și Daniel Oliver.
Este endemică în:
- Angola.
- Congo.
- Malawi.
- Mozambique.
- Tanzania.
- Zambia.
- Zimbabwe.

Conform Catalogue of Life specia Drosera affinis. nu are subspecii cunoscute.